# DN13D
DN13D este un drum național secundar, de doar 8 km, care face legătura între Sovata și Săcădat.